# Selmar Schönland
Prof. Selmar Schonland (15 de agosto de 1860 Frankenhausen, Alemania – 22 de abril de 1940 Grahamstown, provincia del Cabo), fue fundador del "Departamento de Botánica de la Rhodes University, fue un inmigrante germano, que vino a la provincia Oriental del Cabo en 1889 para hacerse cargo como curador del "Albany Museum".
Llega a Grahamstown vía un doctorado en la Universidad de Hamburgo y un cargo en la Oxford University (de 1886 a 1889 como curador del Fielding Herbarium y auxiliar en Botánica. Trabajando bajo los Profs. Sir Isaac B. Balfour y Sydney Vines, se interesa en la familia Crassulaceae, para posteriormente contribuir con un capítulo en Natürl. Pflanzenfamilien de Engler & Prantl. Al ir al Museo de Grahamstown se le da la oportunidad de ampliar sus intereses y desarrollar el que sería el segundo más grande herbario de Sudáfrica, que había sido fundado por el geólogo William G. Atherstone en 1860. Su suegro, Peter MacOwan, ya había sido curador honorario de 1862 a 1869 antes de mudarse a Somerset East. Cuando MacOwan se retira para ir a su subsecuente puesto como director del Jardín Botánico de Ciudad del Cabo y como curador del Herbario Gubernamental de El Cabo, retorna a Grahamstown y asiste a Schonland en el desarrollo del herbario local.
Schonland consigue la promesa de uno de los Rhodes Trustees, el Dr. Leander Starr Jameson para obtener un subsidio. Jameson, no bien es elegido miembro del Parlamento por Albany, y primer ministro de la Colonia del Cabo, promete £ 50.000 sin consultar a sus demás Trustees. Al principio rehúsan confirmar el dinero; luego, persuadidos por Schonland, otorgan las £50.000 al " Rhodes University College", fundado por Acta del Parlamento del 31 de mayo de 1904. Luego del paso de Schonland y retirado, el "Departamento de Botánica" y la "Rhodes University" se posicionan como centros de investigaciones taxonómicas y de aprendizaje en Sudáfrica. Jugará un trascendente rol en el "Servicio de Botánica de Sudáfrica" que había sido iniciado por Pole Evans.
Fue miembro fundante de la "South African Association for the Advancement of Science", miembro honorario de la "Geological Society of South Africa", miembro fundante de la Royal Soc. of S. Afr. Su nombre fue originalmente Schönland, pero luego deja caer la diéresis.

## Honores

### Eponimia
- Schoenlandia Cornu
- Euphorbia schoenlandii Pax
- Brachystelma schonlandianum Schltr.
- Sebaea schoenlandii Schinz

Selmar Schonland se casa con la hija de MacOwan, Flora, en 1896, y fue el padre de Basil Schonland que contribuyó grandemente a las investigaciones sobre la luz y el desarrollo del radar.

## Algunas publicaciones
- Botanical Survey of SA. Phanerogamic Flora of the Division of Uitenhage & Port Elizabeth : Memoir 1, 1919
- Botanical Survey of SA . South African Cyperaceae . Memoir 3
- Revision of the South African species of Rhus. Bothalia, 1930

- La abreviatura «Schönland» se emplea para indicar a Selmar Schönland como autoridad en la descripción y clasificación científica de los vegetales.[1]